# 에렌프리트 발터 폰 치른하우스
에렌프리트 발터 폰 치른하우스(독일어: Ehrenfried Walther von Tschirnhaus, IPA: [ˈeːʁənˌfʁiːt ˈwaltɐ fɔn ˈt͡ʃiːɐ̯nhaʊs], 1651년 4월 10일 ~ 1708년 10월 11일)는 독일의 수학자이자 철학자이다.

## 생애
1651년에 실레지아(오늘날 폴란드의 일부)의 작은 마을인 스와니코비체(폴란드어: Sławnikowice)에서 태어났다. 괴를리츠에서 김나지움을 다녔으며, 레이던 대학교에서 수학 · 철학 · 의학을 공부하였다.
이후 프랑스와 이탈리아와 스위스를 여행하였으며, 한때 (1672년~1673년 동안) 네덜란드 군대에 속하기도 하였다.
1683년에는 치른하우스 변형을 출판하였다. 1686년~1687년에는 의학서(醫學書) 《신체의 의학》(라틴어: Medicina corporis) 및 《정신의 의학》(독일어: Medicina mentis)을 출판하였다.
말년에는 작센으로 이주한 뒤, 폴란드의 왕이자 작센의 선제후였던 아우구스트 2세의 지원을 받아 동아시아에서 수입된 도자기의 제작법을 연구하였으며, 이를 위하여 1704년에 당시 19세의 요한 프리드리히 뵈트거(독일어: Johann Friedrich Böttger, 1682~1719)를 제자로 두었다. 그러나 1708년 10월 11일에 치른하우스는 갑가지 괴사(怪死)하였다. 치른하우스의 사후 사흘 뒤에 치른하우스의 집에서 도자기 샘플이 도난당했으며, 이에 따라 아마 치른하우스가 이미 생전에 도자기의 제작법을 거의 완성했을 것이라고 추측된다. 그러나 이듬해 3월 28일에 뵈트거는 (치른하우스를 무시한 채) 스스로 도자기의 제작법의 비밀을 발견했다고 발표하였으며, 도자기를 유럽 최초로 대량으로 생산하기 시작하여 큰 명성을 얻었다.

## 저서

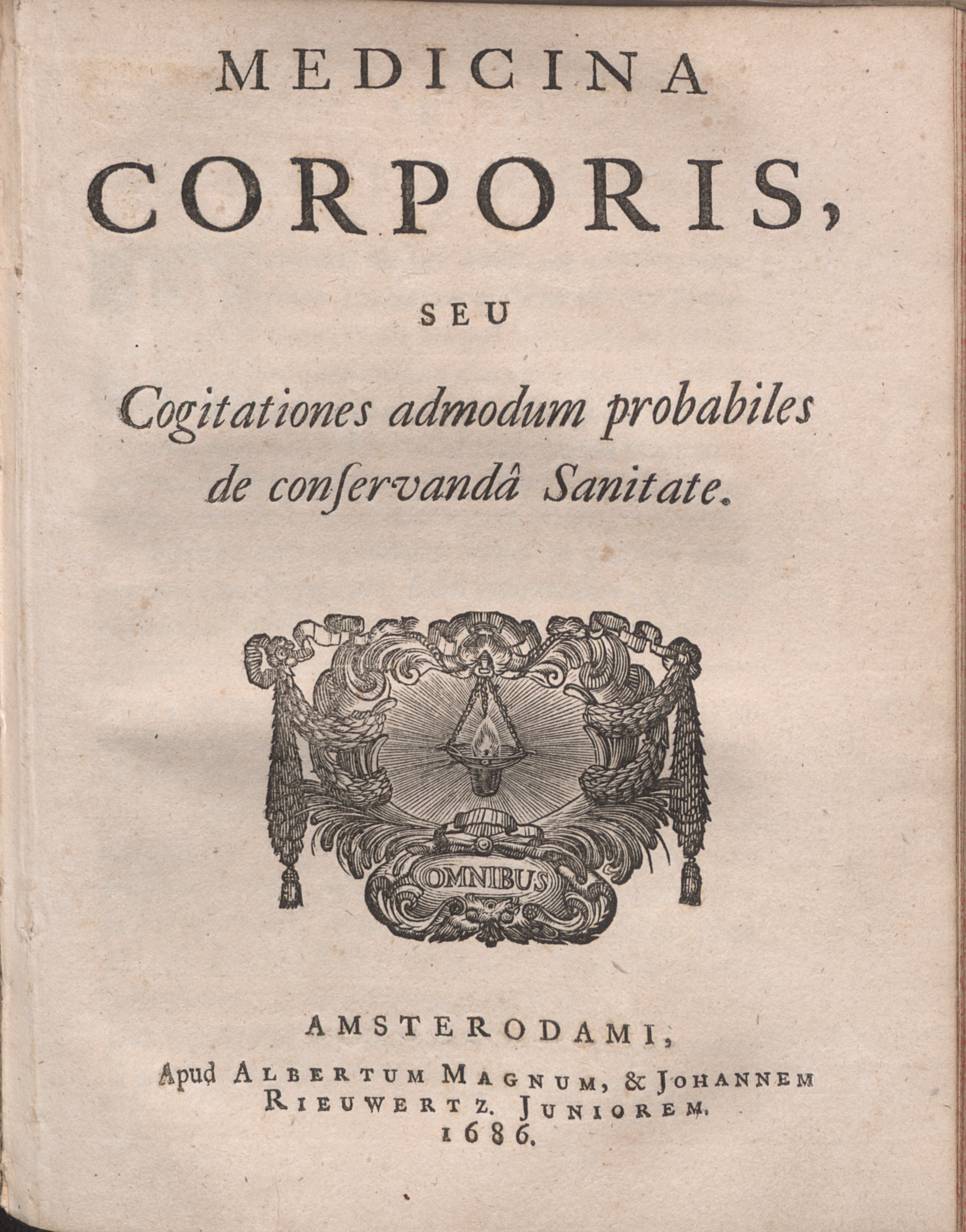
《신체의 의학》 표지

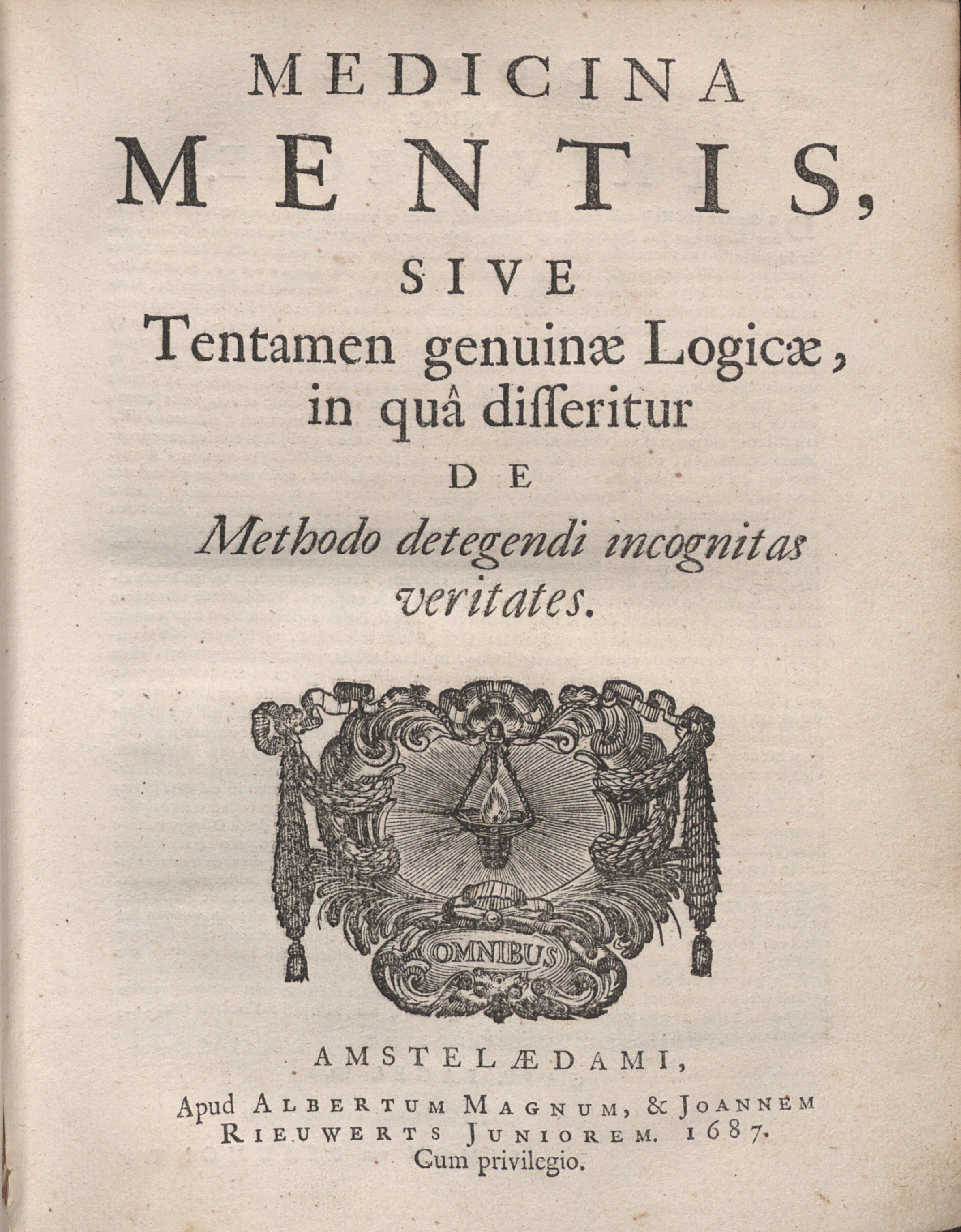
《정신의 의학》 표지

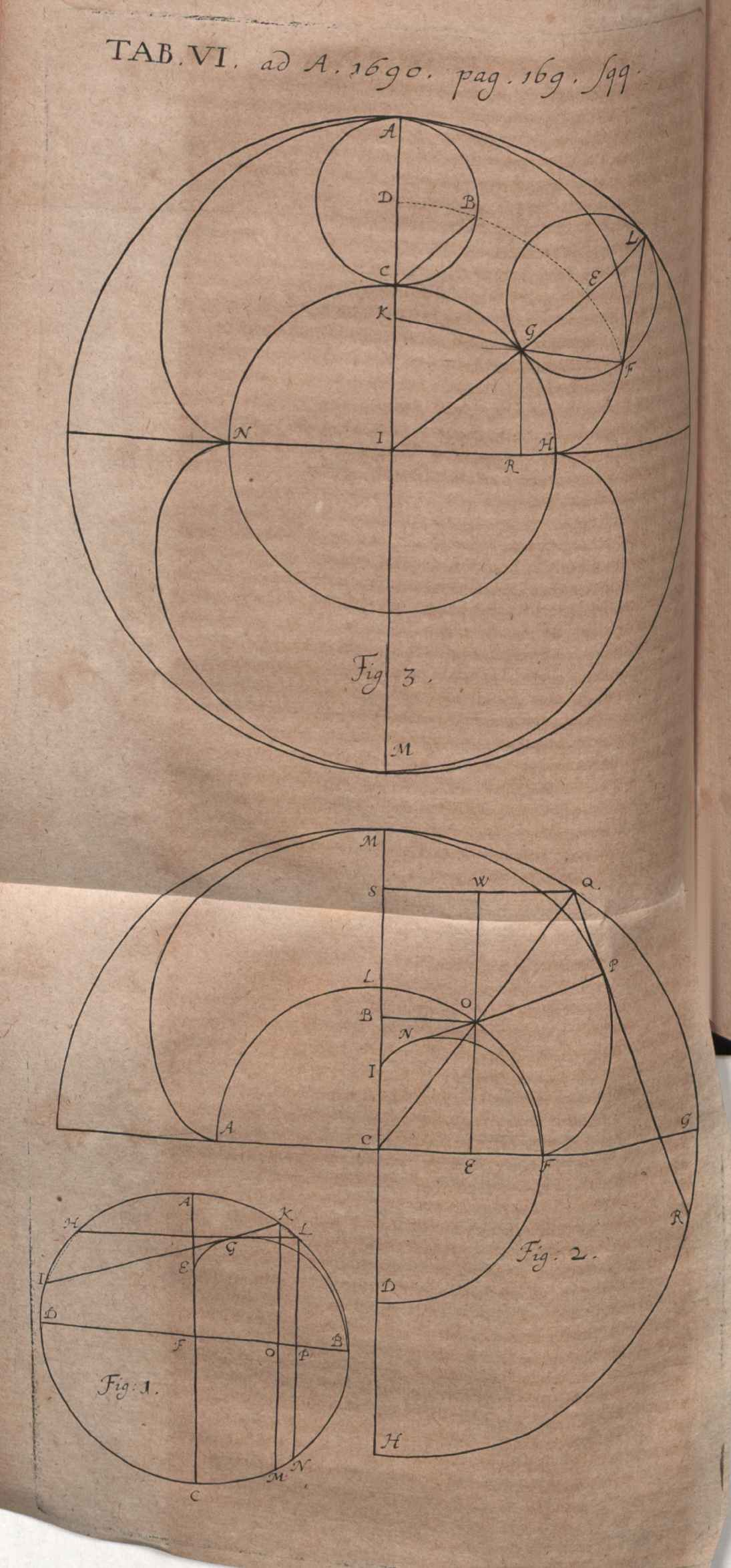
Acta Eruditorum, 1690

- Tschirnhaus, Ehrenfried Walther von (1686). 《Medicina corporis, seu Cogitationes admodum probabiles de conſervandâ Sanitate》 (라틴어). 암스테르담: Apud Albertum Magnum, & Johannem Rieuwertz. Juniorem.
  - 《신체의 의학, 또는 건강을 매우 높은 확률로 보존하는 기법》
- Tschirnhaus, Ehrenfried Walther von (1687). 《Medicina mentis, sive Tentamen genuinæ Logicæ, in quâ diſſeritur de Methodo detegendi incognitas veritates》 (라틴어). 암스테르담: Apud Albertum Magnum, & Joannem Rieuwerts Juniorem.
  - 《정신의 의학, 또는 미지(未知)의 진리의 발견법에 대해 논하는 어떤 참된 논리》

## 참고 문헌
- Böttcher, Hans-Joachim (2014). 《Ehrenfried Walther von Tschirnhaus. Das bewunderte, bekämpfte und totgeschwiegene Genie》 (독일어). 드레스덴: Dresdner Buchverlag. ISBN 978-3-941757-42-4.
- (HISTORIA MATHEMATICA 17 (1990). 16-35 E. W. von Tschirnhaus: His Role in Early Calculus and His Work and Impact on Algebra MANFRED KRACHT Mathematisches Institut der Universitiit Diisseldorf, 4 Diisseldorf, West Germany AND ERWIN KREYSZIG) https://core.ac.uk/download/pdf/82668914.pdf
- (A method for removing all intermediate terms from a given equation ,Ehrenfried Walter von Tschirnhaus ,R F Green profile Publication:ACM SIGSAM BulletinMarch 2003 DOI doi.org/10.1145/844076.844078) https://dl.acm.org/doi/abs/10.1145/844076.844078
- (Acta eruditorum: ANNO MDCLXXXIII publicata (1683)- Johann Grosse II (Héritiers), Johann Friedrich Gleditsch II (Leipzig), Otto Mencke, Johann Burkhard Mencke 편집 :A method for removing all intermediate terms from a given equation 204-207, D.T. Ehrenfried Walter von Tschirnhaus)https://books.google.co.kr/books?id=apMdsBpF2ncC&printsec=frontcover&hl=ko&source=gbs_ge_summary_r&cad=0#v=onepage&q&f=false